# (187123) Schorderet
(187123) Schorderet est un astéroïde de la ceinture principale.

## Description
(187123) Schorderet est un astéroïde de la ceinture principale. Il fut découvert le 30 août 2005 à Vicques par Michel Ory. Il présente une orbite caractérisée par un demi-grand axe de 2,65 UA, une excentricité de 0,11 et une inclinaison de 2,4° par rapport à l'écliptique.

## Compléments